# Sino de navio
O Sino de navio ou sino naval é um instrumento de percussão geralmente feito de bronze, o nome do navio é tradicionalmente gravado na superfície do sino, muitas vezes com o ano a que o navio foi lançado. Sinos de navio também são usados para segurança em condições de neblina.

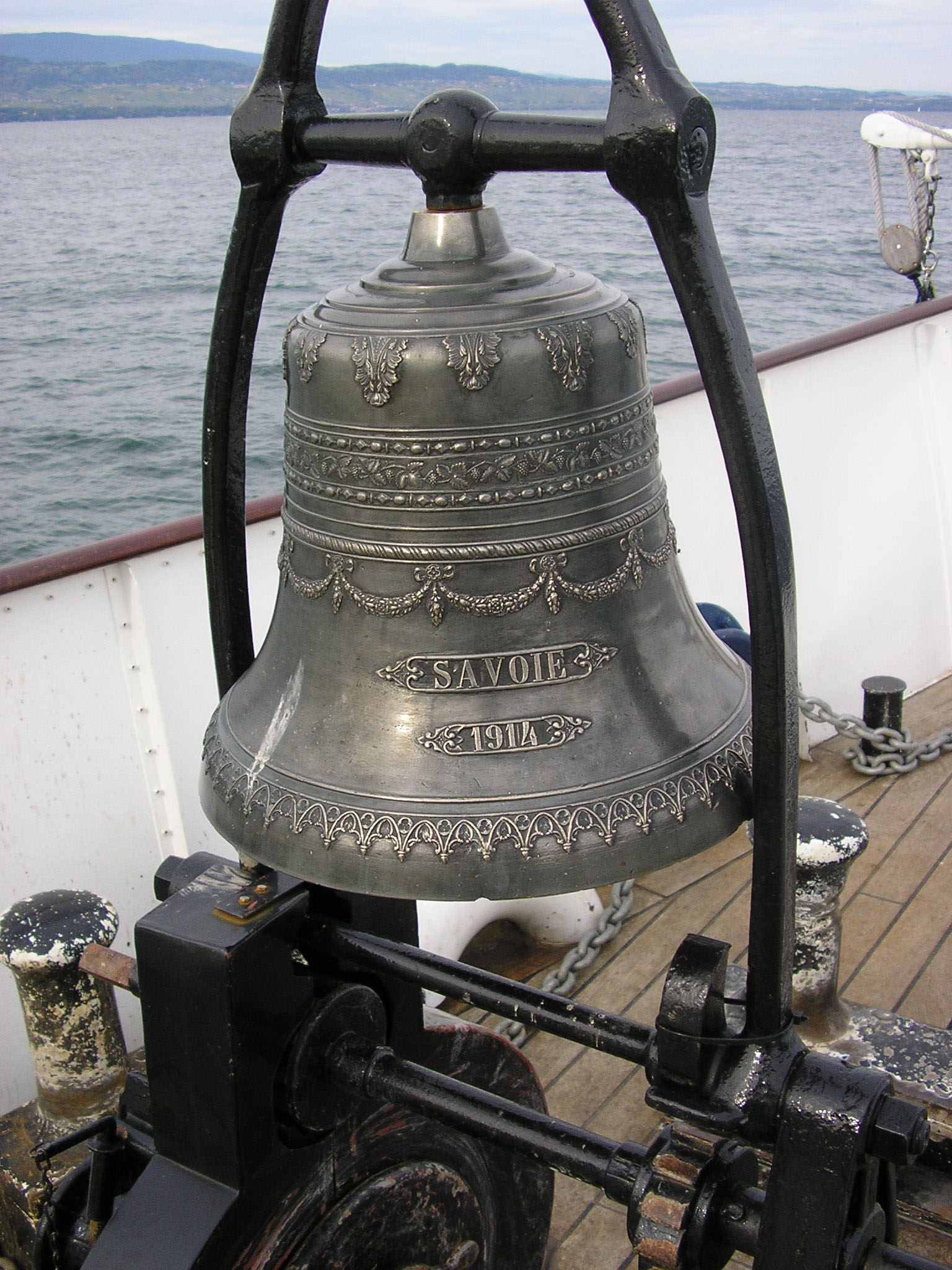
Um sino de navio.

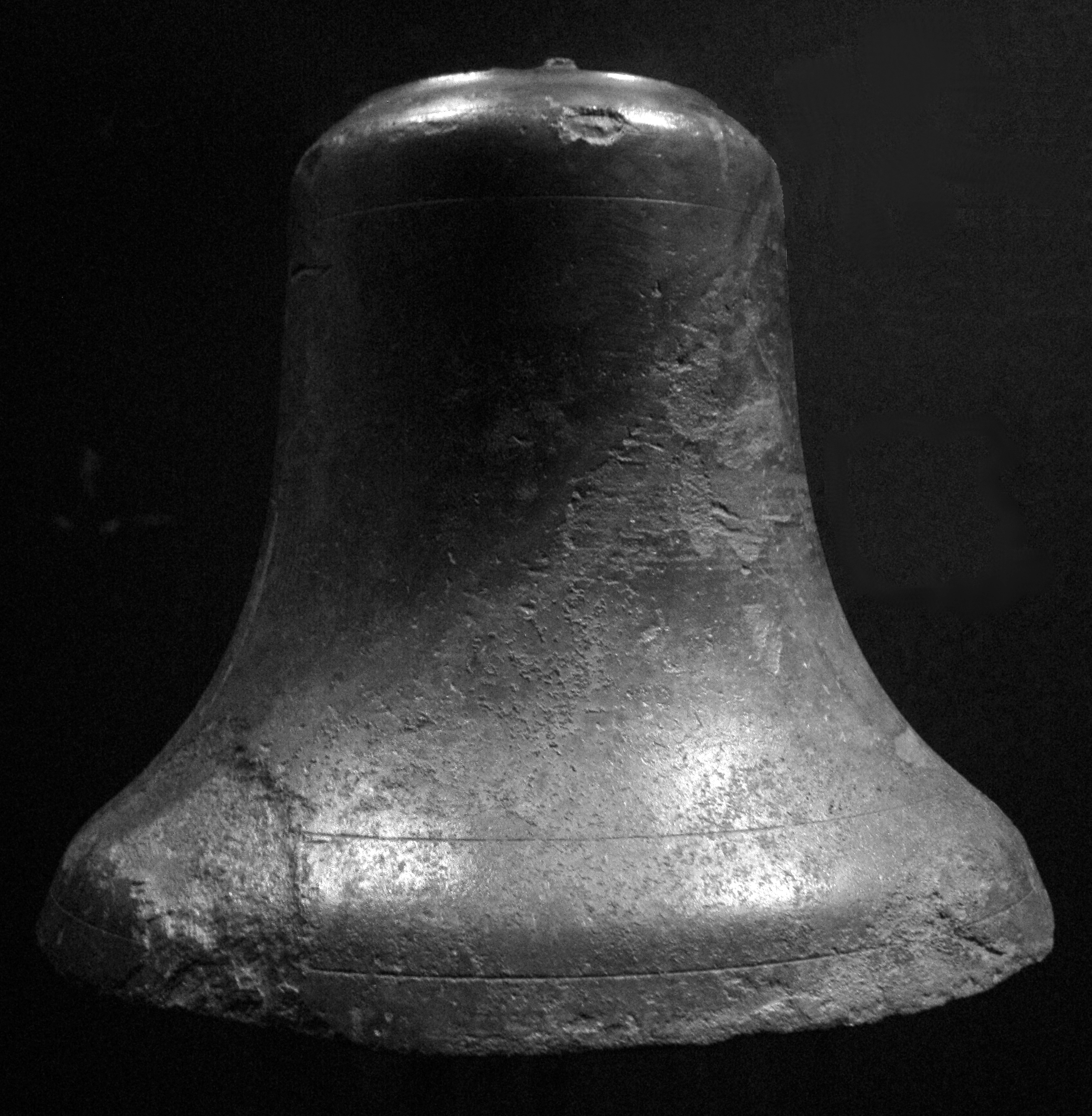
Sino do Titanic.